# Thevenemyia californica
Thevenemyia californica is een vliegensoort uit de familie van de wolzwevers (Bombyliidae). De wetenschappelijke naam van de soort is voor het eerst geldig gepubliceerd in 1875 door Bigot.